# Affliction
Affliction is een Amerikaanse dramafilm uit 1997, geregisseerd en geschreven door Paul Schrader en geproduceerd door Linda Reisman. De hoofdrollen worden vertolkt door Nick Nolte, James Coburn, Sissy Spacek en Willem Dafoe.

## Verhaal
Wade Whitehouse is de sheriff van een klein stadje in New Hampshire. Hij heeft net een scheiding achter de rug en weet nauwelijks hoe hij met zijn dochter om moet gaan. Bovendien drinkt hij steeds meer. Hij heeft een nieuwe vriendin Margie. Op de eerste dag van het jachtseizoen neemt een vriend van Wade, Jack, een rijke zakenman met hem mee op jacht. Tijdens de jacht gebeurt er een ongeluk waarbij Jack omkomt. Wade denkt dat het geen ongeluk is.

## Rolbezetting
| Acteur                | Personage                 |
| --------------------- | ------------------------- |
| Nick Nolte            | Wade Whitehouse           |
| James Coburn          | Glen Whitehouse           |
| Brigid Tierney        | Jill Whitehouse           |
| Holmes Osborne        | Gordon LaRiviere          |
| Jim True-Frost        | Jack Hewitt               |
| Tim Post              | Chick Ward                |
| Christopher Heyerdahl | Frankie Lacoy             |
| Marian Seldes         | Alma Pittman              |
| Janine Theriault      | Hettie Rogers             |
| Mary Beth Hurt        | Lillian Whitehouse Horner |
| Sissy Spacek          | Margie Fogg               |
| Wayne Robson          | Nick Wickham              |
| Sean McCann           | Evan Twombley             |
| Sheena Larkin         | Lugene Brooks             |
| Penny Mancuso         | Vrouwelijke Chauffeur     |
| Willem Dafoe          | Rolfe Whitehouse          |